# Als das Morden begann
Als das Morden begann (Originaltitel Sometimes in April; deutscher Verweistitel Immer wieder im April) ist ein Film von Raoul Peck aus dem Jahre 2005. Er erzählt die Geschichte zweier Brüder während und nach dem Völkermord in Ruanda, zum Teil an denselben Orten wie der Film Hotel Ruanda, etwa dem Hôtel des Mille Collines.

## Inhalt
Während Augustin Muganza, der selbst ein Hutu, aber mit einer Tutsi verheiratet ist, seine Familie verliert, ist sein Bruder Honoré einer der Einpeitscher für den Völkermord, der sich vor dem Internationalen Strafgerichtshof für Ruanda in Arusha verantworten muss.

## Auszeichnungen
Der Film lief im Wettbewerb der Berlinale 2005. Bei der Preisverleihung ging der Film allerdings leer aus. Ebenfalls auf dieser Berlinale war der Film Hotel Ruanda zu sehen, der sich mit dem gleichen Thema beschäftigt. Sometimes in April gewann noch im selben Jahr das Filmfestival von Durban.

## Kritik
„Ergreifendes Drama um einen Völkermord, das den bitteren Blick auf die Verbrechen gegen die Menschlichkeit vorsichtig um Perspektiven auf Hoffnung und Versöhnung weitet.“